# Баррос Скелотто, Густаво
Густаво Баррос Скелотто (исп. Gustavo Barros Schelotto; родился 4 мая 1973 года в Ла-Плата, Аргентина) — аргентинский футболист, выступавший на позиции полузащитника. Обладатель Кубка Либертадорес и четырёхкратный чемпион Аргентины в составе «Бока Хуниорс» и «Расинга». Имеет брата-близнеца Гильермо, в прошлом также футболиста, с которым они вместе играли за «Химнасию» и «Боку».

## Карьера
Скелотто является воспитанником футбольной академии клуба «Химнасия Ла-Плата», куда он поступил вместе со своим братом Гильермо. 4 октября 1992 года в матче против «Велес Сарсфилд» Густаво дебютировал в аргентинской Примере.
В 1997 году Скелотто перешёл в «Бока Хуниорс», но вскоре не выдержав конкуренции был вынужден уйти в «Унион Санта-Фе». В 1998 году он вернулся в «Боку», где стал одним из лидеров команды. В первом же сезоне Густаво помог клубу выиграть чемпионат Аргентины. С «Хуниорс» Скелотто выиграл чемпионат ещё дважды, а также завоевал Кубок Либертадорес и Межконтинентальный Кубок в 2000 году.
В январе 2001 года Скелотто перешёл в «Вильяреал». После непродолжительного времени в Ла Лиге он вернулся на родину. Новым клубом Густаво стал «Расинг» из Авельянеды, с которым он стал чемпионом в четвёртый раз. После триумфального возвращения Скелотто два сезона выступал за «Росарио Сентраль», а затем вернулся в родную «Химнасию Ла-Плата».
В 2005 году Густаво непродолжительное время выступал за перуанский «Альянса Лима», а в 2006 отыграл сезон в «Пуэрто-Рико Айлендерс».
В 2009 году он работал ассистентом тренера в парагвайской «Олимпии».

## Достижения
Командные
 «Бока Хуниорс»
- Чемпионат Аргентины по футболу — Апертура 1998
- Чемпионат Аргентины по футболу — Клаусура 1999
- Чемпионат Аргентины по футболу — Апертура 2000
- Обладатель Кубка Либертадорес — 2000
- Обладатель Межконтинентального Кубка — 2000

 «Расинг Авельянеда»
- Чемпионат Аргентины по футболу — Апертура 2000